# Amarelo de alizarina GG
Amarelo de alizarina GG é um indicador. À temperatura ambiente, é um sólido amarelo-alaranjado inodoro.